# Hot Rocks 1964-1971
Hot Rocks 1964-1971 es el sexto álbum recopilatorio de la banda británica The Rolling Stones, el primero lanzado por el exmánager Allen Klein de ABKCO Records (quien tomó el control del material que la banda había registrado para Decca/London en 1970), después de que la banda rompiera con Decca y Klein. Este álbum doble reúne los mayores éxitos de la banda durante los 60. Fue lanzado en los Estados Unidos en 1971, y se convertiría en el álbum más vendido del grupo, y en una retrospectiva duradera y popular.

## Historia
Hot Rocks 1964-1971 es la primera recopilación de música de los Rolling Stones lanzada por Allen Klein con su sello ABKCO Records. Klein, anterior mánager de los Stones, usurpó el control sobre el catálogo de la banda en Decca Records/London Records.
El engaño y la pérdida del copyright de todas sus grabaciones entre 1963 y 1970 motivó a los Rolling Stones a crear Rolling Stones Records en vez de renovar su contrato, y a abocarse a la grabación de su nuevo disco: Sticky Fingers.
Aunque Klein y ABKCO ya no contaban con los Stones como clientes, su extenso catálogo les permitió compilar rápidamente un álbum doble con lo mejor de la banda. Irónicamente, aunque Hot Rocks 1964-1971 no fue autorizado por los Rolling Stones (como tampoco lo serían los siguientes lanzamientos de ABKCO), terminó siendo su mayor éxito de ventas, se mantuvo más de 250 semanas en el ranking de álbumes de Billboard, alcanzando el puesto número 4 en el momento de su lanzamiento y vendiendo 6 millones de copias lo que, al ser un disco doble, le ha significado ser certificado 12 veces platino (diamante) por parte de la RIAA.

## Lista de canciones
Todas las canciones fueron compuestas por Mick Jagger y Keith Richards, salvo donde se indique.

### Disco Uno
1. Time Is on My Side (Norman Meade) (2:58)
2. Heart of Stone (2:50)
3. Play with Fire (Nanker Phelge) (2:13)
4. (I Can't Get No) Satisfaction (3:43)
5. As Tears Go By (Mick Jagger/Keith Richard/Andrew Loog Oldham) (2:45)
6. Get off of My Cloud (2:55)
7. Mother's Little Helper (2:45)
8. 19th Nervous Breakdown (3:56)
9. Paint It, Black (3:22)
10. Under My Thumb (3:42)
11. Ruby Tuesday (3:16)
12. Let's Spend the Night Together (3:36)

### Disco Dos
1. Jumpin' Jack Flash (3:41)
2. Street Fighting Man (3:15)
3. Sympathy for the Devil (6:18)
4. Honky Tonk Women (3:00)
5. Gimme Shelter (4:31)
6. Midnight Rambler (Live) (9:13)
7. You Can't Always Get What You Want (7:28)
8. Brown Sugar (3:49)
9. Wild Horses (5:42)

## Listas de éxitos
Álbum
| Año                                                              | Lista                                  | Posición                                     |
| ---------------------------------------------------------------- | -------------------------------------- | -------------------------------------------- |
| 1972 1973 1974 1975 1979 1980 1981 1982 1989 1990 2013 2014 2015 | Billboard Pop Albums The Billboard 200 | 4 95 126 68 156 116 81 86 174 192 18 105 149 |
| 1990 1993 1995 1999                                              | UK Top 75 Albums                       | 3 66 41 67                                   |

- Datos: Q1753448